# Educação na Guatemala
A educação na Guatemala é gratuita da educação primária até a educação superior, e obrigatória por seis anos.

## Sistema educacional

### Ensino superior
O país possui uma universidade pública, a Universidad de San Carlos de Guatemala (USAC). USAC foi uma das primeiras universidades na América, tendo sido oficialmente declarada uma universidade em 31 de janeiro de 1676 pelo comando real do Rei Charles II da Espanha.
Outras universidades particulares importantes são :
- Universidad Francisco Marroquin
- Universidad Rafael Landívar
- Universidad de San Carlos de Guatemala
- Universidad del Valle de Guatemala
- Universidad Mariano Galvez
- Universidad del Istmo
- Universidad Rural
- Universidad Galileo
- Universidad Mesoamericana
- Loyola Escuela Empresarial para las Américas
- Instituto Femenino de Estudios Superiores IFES
- Universidad Panamericana
- INTECAP - Instituto de Capacitacion
- Academia de Artes Culinarias de Guatemala

## Cobertura e Qualidade
O governo possui algumas escolas públicas de nível primário e secundário. Essas escolas são gratuitas, mas o custo dos uniformes, livros, supplies, e transporte a tornam menos acessível para o segmento mais pobre da sociedade. Muitas crianças de classe média e alta vão para escolas privadas.
Apenas 69,1% da população com 15 anos ou mais são alfabetizados, a menor taxa de alfabetização da América Central. No entanto, é esperado que a Guatemala mude esta situação nos próximos 10 anos.
Em 1997, a taxa de matrículas na educação primária era de 88,1%, e a taxa para o grupo de idade alvo era de 73,5%. Dos estudantes que começam a educação primária, apenas 30% completam este nível de educação.
As crianças que não frequentam a escola estão concentradas nas áreas rurais, e um número desproporcional delas são indigentes.

## não ver
- Guatemala
- Educação